# Гизельберт (герцог Лотарингии)
Гизельбе́рт  (Жильбер; фр. Gislebert de Lotharingie, нем. Giselbert von Lothringen; ок. 880/895 — 2 октября 939, около Андернаха) — граф Маасгау (Жильбер II) с 915 года, герцог Лотарингии с 925 или 928 года; сын герцога Лотарингии Ренье I Длинношеего и Эрсинды (Альберады).

## Биография

### Происхождение
Отец Гизельберта, Ренье I, обладал многочисленными владениями, рассеянными в Арденнах, Геннегау, Газбенгау, Брабанте и вдоль нижнего течения Мааса, а также был светским аббатом нескольких богатых монастырей (в том числе, Ставло). Воспользовавшись слабостью Конрада I Франконского, избранного в 911 году королём Восточно-Франкского королевства частью германской знати после смерти последнего германского Каролинга — Людовика IV Дитяти — Ренье отказался признать его королём. Вместо этого он присягнул королю Западно-Франкского королевства Карлу III Простоватому. Карл принял на себя владение Лотарингией, но оставил ей независимость. Ренье же он даровал титул «маркграф Лотарингии».

### Борьба за Лотарингское королевство
После смерти Ренье в 915 году его владения и положение унаследовал старший сын, Гизельберт, хотя формально для управления Лотарингией Карл назначил графа Бидгау Вигериха (ум. ок. 921/922), получившего титул пфальцграфа Лотарингии.
Однако Гизельберт, желавший обрести всю полноту власти в Лотарингии, в 918 году восстал против Карла Простоватого. С помощью крупных пожалований земель и щедрых посулов Гизельберт смог привлечь на свою сторону лотарингскую знать, в том числе и церковную. Кроме того, для борьбы с королём Карлом он обратился за помощью к новому королю Восточно-Франкского королевства Генриху I Птицелову. Современники подозревали, что Гизельберт стремился сам стать королём Лотарингии. Известно, что в 920 году он принял титул «принцепс». Генрих ухватился за возможность вернуть Лотарингию в состав своего королевства и признал Гизельберта. Однако восстание окончилось неудачей, Карл Простоватый смог разбить Гизельберта, который бежал в сопровождении всего двух спутников за Рейн, где нашёл пристанище при дворе короля Генриха.
Карл попытался развить свой успех и перешёл со своей армией границу, установленную Верденским договором, попытавшись захватить и Эльзас. Однако поход окончился неудачей: Карл дошёл только до Вормса, откуда отступил, узнав о том, что в городе собираются верные Генриху войска. В итоге 7 ноября 921 года между королями был заключён мирный договор между Карлом и Генрихом.
Вскоре Гизельберт вернулся в Лотарингию и смог помириться с Карлом Простоватым. Однако уже в 922 году Гизельберт поддержал западнофранкских магнатов, недовольных политикой Карла. В результате они в пику Карлу Простоватому избрали королём Роберта, маркиза Нейстрии.
Позже Гизельберт принял участие в восстании Роберта Парижского против Карла Простоватого, в результате которого Роберт стал королём. После этого через посредничество Гизельберта Роберт встретился с королём Генрихом. Но вскоре после этого в 923 году Роберт погиб в битве при Суассоне, а Карл Простоватый попал в плен.
В том же 923 году магнаты избрали новым королём герцога Бургундии Рауля. Но Гизельберт отказался признать Рауля. После того, как Рауль захватил одну из ключевых крепостей, Гизельберт снова обратившись за помощью к королю Генриху Птицелову, который смог захватить бассейном реки Мозель и территории вдоль реки Маас.

### Присоединение Лотарингии к Восточно-Франкскому королевству
Усиление короля Генриха к 925 году внушило тревогу Гизельберту. В итоге он решил опять переменить сторону и заключить договор с Раулем. В ответ Генрих с сильной армией занял Лотарингию, причём лотарингская знать присягнула ему. В итоге Лотарингия оказалась окончательно включена в состав Восточно-Франкского королевства.
Однако Генрих не захотел окончательно порывать с Гизельбертом, который, дав королю заложников, сохранил многие права в Лотарингии. Более того, желая сильнее привязать к себе Гизельберта, Генрих выдал в 928 году за него свою дочь Гербергу и признал за ним титул герцога Лотарингии.

### Восстание против короля Оттона I и гибель Гизельберта
Гизельберт сохранял верность Генриху до его смерти в 936 году, после чего принес присягу новому королю Оттону I. Однако окончательно он не отказался от своих планов. В 939 году против короля Оттона восстали его брат Генрих и герцог Франконии Эбергард. Гизельберт счёл, что наступил подходящий момент для обретения независимости, присоединившись к восстанию. Для поддержки восставшие решили обратиться к новому королю Западно-Франкского королевства, Людовику IV Заморскому, который показался им менее опасным.
Однако Оттон смог довольно быстро справиться с восстанием. Он быстро наладил отношения с противниками короля Людовика в Западно-Франкском королевстве, в связи с чем Людовик никак не смог помочь восставшим. Он собрал армию и двинулся к крепости Брейзаху, расположенной на острове в верхнем течении Рейна, где укрепился герцог Эбергард. Однако восставшие не стали ждать, пока Оттон осадит крепость, напав на него сами. 2 октября 939 года состоялась битве при Андернахе, закончившаяся победой Оттона. Когда часть армии восставших переправилась через реку, на оставшуюся часть неожиданно напала королевская армия. В завязавшейся схватке Эберхард пал после отчаянного сопротивления, а Гизельберт вместе с другими беглецами бросился в лодку, собираясь переплыть реку. Однако лодка, переполненная людьми, пошла ко дну, и Гизельберт утонул.

### Личность Гизельберта
Сохранилось описание Гизельберта в «Истории» Рихера Реймского — самое древнее из сохранившихся в истории Нидерландов внешности:

Гислеберт, человек из знатнейшего и прославленного рода … вел себя по неопытности безрассудно, в сражениях проявлял такую отвагу, что не боялся добиваться недостижимого; роста он был среднего, крепок телом, с грубыми и сильными членами, с негнущейся шеей, со взглядом недружелюбным, тревожным и настолько быстрым, что никто не мог запомнить цвет его глаз, с беспокойными ногами и легковесным разумом. Его речи были неясными, вопросы — непонятными, ответы — двусмысленными; отдельные части его речи редко были последовательными; своё добро он расточал, алкая чужого неимоверно; ему нравилось быть окруженным людьми выше его по положению и равными себе, но втайне он завидовал им; его очень радовали беспорядки и взаимные распри.

### Наследство Гизельберта
После смерти Гизельберта его единственный сын, Генрих (ум.943/944), оказался под опекой графа Вердена Оттона, назначенного вскоре герцогом Лотарингии. Генрих вскоре умер бездетным. Однако остались сыновья брата Гизельберта, Ренье II, которые долго боролись с королями Оттоном I и Оттоном II за наследство дяди.

### Брак и дети
жена: с 928 года — Герберга (915—969), дочь Генриха I Птицелова, короля Германии
- Генрих (ум. 943/944)
- Альберада; муж: Рено (ум. 10 мая 967), граф де Руси с 947
- Гедвига
- Герберга; муж: Альберт I Благочестивый (ум. 987), граф де Вермандуа